# Консейсан-да-Апаресида
Консейсан-да-Апаресида (порт. Conceição da Aparecida) — муниципалитет в Бразилии, входит в штат Минас-Жерайс. Составная часть мезорегиона Юг и юго-запад штата Минас-Жерайс. Входит в экономико-статистический микрорегион Алфенас. Население составляет 9530 человек на 2006 год. Занимает площадь 349,489 км². Плотность населения — 27,3 чел./км².

## История
Город основан 1 января 1944 года. 

## Статистика
- Валовой внутренний продукт на 2003 год составляет 37 146 265,00 реалов (данные: Бразильский институт географии и статистики).
- Валовой внутренний продукт на душу населения на 2003 год составляет 3927,50 реалов (данные: Бразильский институт географии и статистики).
- Индекс развития человеческого потенциала на 2000 год составляет 0,784 (данные: Программа развития ООН).